# Jenő Fuchs
Pour les articles homonymes, voir Fuchs.
Jenő Fuchs (né le 29 octobre 1882 et décédé le 14 mars 1955) était un escrimeur hongrois pratiquant le sabre. Il a été quatre fois champion olympique lors des jeux de 1908 et 1912.
Né à Budapest, Fuchs est de religion juive. À la fin du XIXe siècle, en Hongrie, les juifs n’avaient pas le droit de porter une arme. Il n’eut donc accès à aucun club d’escrime et ne put s’inscrire à aucune compétition officielle. Cette interdiction levée, il s’inscrit à l'épreuve hongroise de qualification pour les Jeux olympiques de 1908 et se qualifie en terminant troisième.
Aux Jeux, il remporte deux titres au sabre (l’individuel et le par équipe). Il répète cet exploit quatre ans plus tard lors des Jeux olympiques de 1912 en finissant invaincu.
Au total, en vingt-cinq assauts lors des épreuves individuelles des jeux, Fuchs présente un score exemplaire : 22 victoires, 1 nul et 2 défaites.

## Palmarès
- Jeux olympiques
  -  Médaille d'or au sabre individuel aux Jeux olympiques d'été de 1908 à Londres
  -  Médaille d'or au sabre par équipe aux Jeux olympiques d'été de 1908 à Londres
  -  Médaille d'or au sabre individuel aux Jeux olympiques d'été de 1912 à Stockholm
  -  Médaille d'or au sabre par équipe aux Jeux olympiques d'été de 1912 à Stockholm